# Проклятье Madden

Фрагмент обложки игры Madden NFL

Проклятье Madden (англ. Madden Curse) — городская легенда, связанная с компьютерной видеоигрой Madden NFL от компании Electronic Arts.

## Легенда
Madden NFL — симулятор американского футбола. Выпуски Madden NFL выходят ежегодно, этот игровой сериал является одним из самых популярных от компании EA.
«Проклятье Madden» заключается в том, что практически со всеми спортсменами, чьи портреты использовались для оформления обложки игры очередного выпуска, в дальнейшем случались неприятности.
Например, Гаррисон Херст после появления на обложке в 1999 году сломал малоберцовую кость, в результате чего пропустил два сезона. Один из лучших лайнбекеров, Рэй Льюис из команды Baltimore Ravens, получил травму запястья после появления на обложке игры в 2005 году. Майкл Вик из команды Atlanta Falcons, который был на обложке игры в 2004 году, после выхода игры получил перелом ноги, а в 2007 году на 21 месяц попал в тюрьму за организацию запрещённых собачьих боёв.
Спортсмены, которые избежали травм после появления на обложках Madden NFL, нередко демонстрировали менее результативную игру в последующем сезоне.
Сам Джон Мэдден называет проклятье выдумкой, поскольку сам неоднократно появлялся на обложке и не попадал в чрезвычайные ситуации или происшествия.

## Фильм
В 2010 году компания Electronic Arts анонсировала съёмку одноимённого художественного фильма на основе «Проклятья Madden».